# Magyarbaksa
Magyarbaksa település Romániában, Szilágy megyében.

## Fekvése
Zilahtól északra,  Szilágysomlyótól északkeletre, Diósad és Nagymonújfalu közt fekvő település.

## Története
Baksavölgyet 1349-ben említette először oklevél Diósad (Ód) birtok keleti felében, a Szilágy-pataka közelében.
Alsó-Baksa eredetileg horogszegi Szilágyi Mihály birtoka volt, aki a birtokot hűséges szolgálataiért Szilágyi Mártonnak adományozta. Az adományozást a király 1456-ban meg is erősítette.
1472-ben Mátyás király a kolozsmonostori konvent által Menyői Ramocsa Albet Alsó-Baksai jobbágytelkeibe Baksai Barlát, nejét és gyermekeit iktattata be, akiket az zálogjogon megilletett.
1510-ben Báthori Gergelynek, Istvánnak és Andrásnak adták el.
1515-ben a Kaplyon család tagjait iktatták be birtokába.
1601-ben Basta pusztította el. Ettől kezdve sokáig puszta maradt, Puszta-Baksa néven.
1635-ben Pusztabaksán Haraklányi Miklósnénak volt birtoka.
1705-ben itteni nemesek a Dull család tagjai, a Szabó, Jankó, Birtalan, Hajdú, Nagy, Szász, Székely családok, valamint Vérvölgyi Könnyű János.
1795-ben főbb birtokosai voltak: Farkas József, valamint a Dul, Szabó, Gyárfás, Sebes, Orgován, Kincses, Vajda, Jákobfi családok és báró Wesselényi Farkas.
1805-ben a Dúll, Farkas családok birtoka volt.
1890-ben 284 lakosából 40 magyar, 244 román, ebből 1 római katolikus, 241 görögkatolikus, 38 református, 4 izraelita. A házak száma ekkor 57.
1910-ben 345 lakosából 33 magyar, 312 román, melyből 308 görögkatolikus, 18 református, 16 izraelita volt.
A trianoni békeszerződés előtt Magyarbaksa Szilágy vármegye Zilahi járásához tartozott.

## Nevezetességek
- Görögkatolikus fatemploma